# Малдор, Мария
Мария Малдор (англ. Maria Muldaur), урождённая Мария Грация Роза Доменика Ди Амато (англ. Maria Grazia Rosa Domenica D'Amato); род. 12 сентября 1942, Нью-Йорк, США) — американская фолк, кантри и блюзовая певица, автор песен. Пятикратный номинант премии «Грэмми» (1975, 2002, 2006, 2011, 2019) . Номинант Blues Music Awards в номинациях «Исполнитель смежного жанра» (1995),  «Исполнительница современного блюза» (2002),  «Альбом акустического блюза» (2002, 2006, 2010, 2022), «Исполнительница традиционного блюза» — «Премия Коко Тейлор» (2004, 2005, 2006, 2009, 2012, 2013) . Жена музыканта Джеффа Малдора. 

## Биография
Мария Малдор родилась в Нью-Йорке 12 сентября 1942 года 
Среди своих ранних музыкальных влияний певица называет кантри-музыкантов Китти Уэллс, Хэнка Уильямса, Хэнка Сноу, Хэнка Томпсона, Эрнеста Табба, Bob Wills and the Texas Playboys; ранних исполнителей блюза и R&B Чака Уиллиса, Литтл Ричарда, Рут Браун, Фэтса Домино, Мадди Уотерса; рок-н-ролл Алана Фрида; ду-воп группы, такие как The Platters и The Five Satins . Эти увлечения привели к тому, что уже в старших классах школы певица сформировала собственную группу Cashmeres , которой даже был предложен контракт на запись, от чего Мария Малдор отказалась, потому что хотела остаться в школе . 
Мария Малдор начала профессиональную карьеру в начале 1960-х как Мария Ди Амато, выступая в составе группы Even Dozen Jug Band , затем в 1964 году переехала в Массачусетс и присоединилась к Jim Kweskin & the Jug Band как певица и время от времени скрипачки. Вышла замуж за коллегу по группе Джеффа Малдора, и когда начала в 1972 году сольную карьеру, оставила себе фамилию мужа, несмотря на то, что брак распался. 
Дебютный альбом Maria Muldaur представлял собой  эклектичную смесь фолка, блюза, кантри и джаза, достиг 3-го места в Billboard 200 и был сертифицирован как «золотой» 13 мая 1974 года . Он содержал песню «Midnight at the Oasis», которая вышла синглом и добралась до шестого места в Billboard Hot 100 в 1974 году, а также до 21 места в UK Singles Chart.. В 1975 году этот сингл номинировался на Грэмми в номинации «Лучшая запись года». Сингл со второго альбома «I’m a Woman» авторства Лейбера и Столлера также покорил Billboard Hot 100, добравшись до 12 позиции. В конце 1970-х певица выпустила два альбома на крупнейшем лейбле Warner Bros., но такого успеха не достигла м она потеряла контракт на запись, потому что продажи альбомов не оправдали ожиданий её лейбла. В 1970-е годы Мария Малдор также познакомилась с участниками Grateful Dead, и в конце 1970-х записала партии бэк-вокала на трёх альбомах Jerry Garcia Band, группы Джерри Гарсия.  

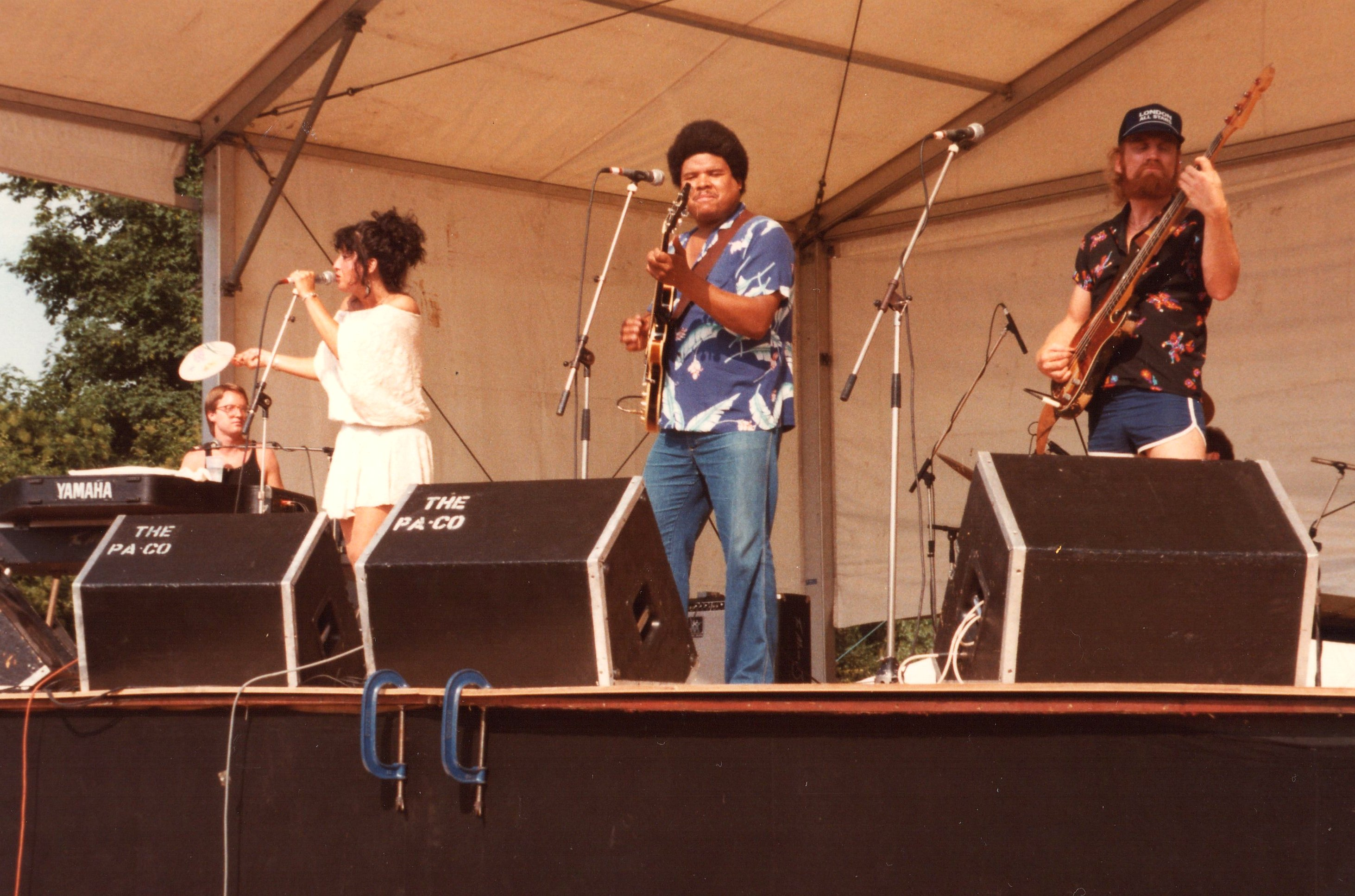
Мария Малдор с группой на сцене в 1983 году, Кембридж, Великобритания

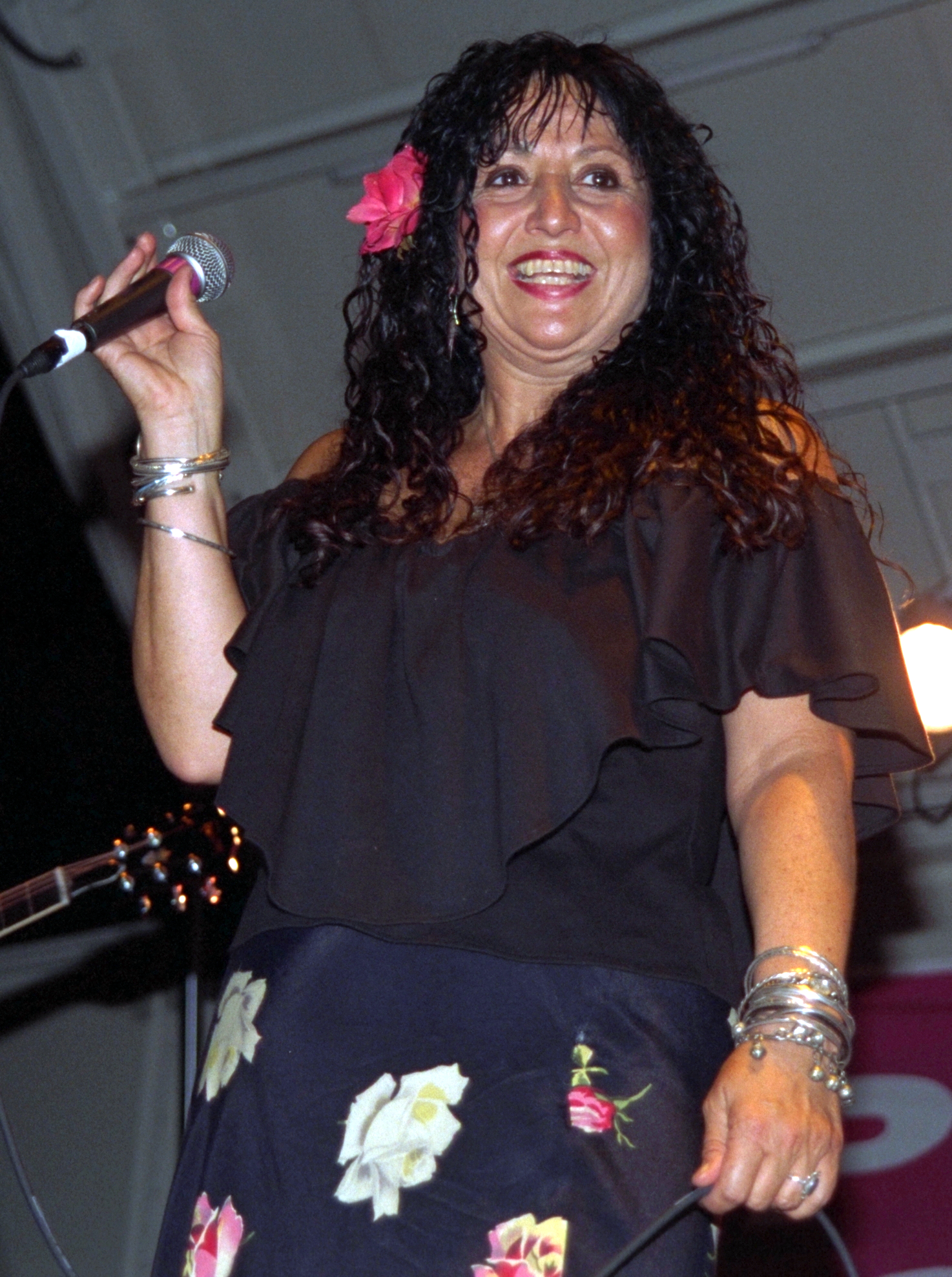
Мария Малдор на Riverwalk Blues Festival, 1996

В 1980 году Мария Малдор поменяла стиль, и записала два госпел-альбома, не имеющих успеха. В 1983 году певица записала альбом джазовых и блюзовых песен Sweet and Slow 1983 года в сотрудничестве с Доктором Джоном. Также джазовый Transblucency был выпущен в 1986 году и получил премию критиков The New York Times по итогам года. Остаток 1980-х годов Мария Малдор провела гастролируя с доктором Джоном, и начала играть в мюзиклах. Она появилась в постановках Pump Boys and Dinettes и The Pirates of Penzance. В 1990 году она записала On the Sunny Side, сборник классических кантри-песен, специально адаптированый для детей. Альбом имел неожиданный успех как среди критиков, так и среди целевой аудитории. Сотрудничество с Доктором Джоном принесло ещё один результат: он открыл для певицы музыку Луизианы и Мария Малдор сконцентрировалась с того времени на новоорлеанском R&B и мемфисском блюзе. Дебютный альбом на Black Top Records Louisiana Love Call, был оценен как один из лучших, он показал более естественный, упрощенный подход к музыке, чем ее поп-альбомы 70-х, и стал самой продаваемой записью Black Top . В 1995 году получила свою первую из 12 номинаций на Blues Music Awards, в категории «Исполнитель смежного жанра». Альбомы певицы Richland Woman Blues (2001), Sweet Lovin' Ol' Soul (2005), Maria Muldaur & Her Garden of Joy: Good Time Music for Hard Times (2009) и Don't You Feel My Leg: The Naughty Bawdy Blues of Blue Lu Barker (2018) номинировались на Грэмми в категории «Лучший альбом традиционного блюза».
«Мария Малдаур была одной из самых одаренных вокалисток 1970-х годов, способной с торжественной страстью интерпретировать как фолк, так и блюз, джаз и рок-песни» . 

## Дискография

### В составе Even Dozen Jug Band
- The Even Dozen Jug Band (1964, как Мария Ди Амато) (Elektra, EKS-7246)

### В составе Jim Kweskin & the Jug Band
- Jug Band Music (1965, как Мария Ди Амато) (Vanguard Records, VDS-79163)
- See Reverse Side for Title (1966, как Мария Ди Амато) (Vanguard, VDS-79234)
- Garden of Joy (1967) (Reprise Records, RS-6266)
- The Best of Jim Kweskin & the Jug Band (1968,сборник, как Мария Ди Амато) (Vanguard, VDS-79270)

### Как Geoff & Maria Muldaur
- Pottery Pie (1969) (Reprise, RS-6350)
- Sweet Potatoes (1972) (Reprise, MS-2073)

### Сольная дискография
| Год  | Название                                                                  | Лейбл                                     | Номер по каталогу   | US   | US Blues | AUS | Примечания                                                                             |
| ---- | ------------------------------------------------------------------------- | ----------------------------------------- | ------------------- | ---- | -------- | --- | -------------------------------------------------------------------------------------- |
| 1973 | Maria Muldaur                                                             | Reprise Records                           | MS-2148             | #3   |          | #30 |                                                                                        |
| 1974 | Waitress in a Donut Shop                                                  | Reprise                                   | MS-2194             | #23  |          | #66 |                                                                                        |
| 1976 | Sweet Harmony                                                             | Reprise                                   | MS-2235             | #53  |          |     |                                                                                        |
| 1978 | Southern Winds                                                            | Warner Bros.                              | BSK-3162            | #143 |          | #91 |                                                                                        |
| 1979 | Open Your Eyes                                                            | Warner Bros.                              | BSK-3305            |      |          | #97 |                                                                                        |
| 1980 | Gospel Nights                                                             | Takoma Records                            | TAK-7084            |      |          |     | Записан с The Chambers Brothers                                                        |
| 1982 | There Is a Love                                                           | Myrrh Records                             | MSB-6685            |      |          |     |                                                                                        |
| 1983 | Sweet and Slow                                                            | Spindrift/Making Waves                    | SPIN-109            |      |          |     | С Доктором Джоном и другими. (Перевыпущен на Stony Plain Records, SPCD-1183)           |
| 1985 | Live in London                                                            | Stony Plain Records/Making Waves          | SP-1099/SPIN-116    |      |          |     | Запись 7 сентября 1984 года                                                            |
| 1986 | Transblucency                                                             | Uptown Records                            | UP-27.25            |      |          |     | Записм 1984-85 годов                                                                   |
| 1990 | On the Sunny Side                                                         | Music for Little People/Warner Bros.      | 42503               |      |          |     |                                                                                        |
| 1992 | Louisiana Love Call                                                       | Black Top Records                         | BT-1081             |      |          |     | Перевыпущен на Shout! Factory                                                          |
| 1993 | Jazzabelle                                                                | Stony Plain                               | SPCD-1188           |      |          |     |                                                                                        |
| 1994 | Meet Me at Midnite                                                        | Black Top                                 | BT-1107             |      |          |     | Перевыпущен на Shout! Factory                                                          |
| 1996 | Fanning the Flames                                                        | Telarc International Corporation          | CD-83394            |      | #14      |     | С Джонни Адамсом, Хью Льюисом, Бонни Рэйтт, Мейвис Стейплз                             |
| 1998 | Southland of the Heart                                                    | Telarc                                    | CD-83423            |      |          |     |                                                                                        |
| 1998 | Swingin' in the Rain (Classic Swing Tunes for Kids of All Ages)           | Music for Little People/Rhino Records     | R2-75311            |      |          |     |                                                                                        |
| 1999 | Meet Me Where They Play the Blues                                         | Telarc                                    | CD-83460            |      |          |     | С Чарльзом Брауном                                                                     |
| 2000 | Maria Muldaur’s Music for Lovers                                          | Telarc                                    | CD-83512            |      |          |     | сборник                                                                                |
| 2001 | Richland Woman Blues                                                      | Stony Plain                               | SPCD-1270           |      | #9       |     | С Бонни Рэйтт, Тадж Махалом, Элвином «Янгблад» Хартом.                                 |
| 2002 | Animal Crackers in My Soup (& Other Songs Made Popular by Shirley Temple) | Music for Little People/Rhino             | R2-78179            |      |          |     |                                                                                        |
| 2003 | A Woman Alone with the Blues (…Remembering Peggy Lee)                     | Telarc                                    | CD-83568            |      | #9       |     |                                                                                        |
| 2003 | Classic Live!                                                             | Burnside/DIG Music                        | UPC: 80440 30110 27 |      |          |     | Записи 1973—1975 годов                                                                 |
| 2004 | I’m a Woman: 30 Years of Maria Muldaur                                    | Shout! Factory                            | SF-30219            |      |          |     | сборник                                                                                |
| 2004 | Sisters & Brothers                                                        | Telarc                                    | CD-83588            |      |          |     | С Эриком Биббом и Рори Блок.                                                           |
| 2004 | Love Wants to Dance                                                       | Telarc                                    | CD-83609            |      |          |     |                                                                                        |
| 2005 | Sweet Lovin' Ol' Soul (Old Highway 61 Revisited)                          | Stony Plain                               | SPCD-1304           |      | #6       |     | С Тадж Махалом, Трейси Нельсон, Пайнтопом Перкинсом                                    |
| 2006 | Heart of Mine: Maria Muldaur Sings Love Songs of Bob Dylan                | Telarc                                    | CD-83643            |      | #1       |     |                                                                                        |
| 2006 | Songs for the Young at Heart                                              | Music for Little People/Earth Beat!/Rhino | R2-74541            |      |          |     | сборник                                                                                |
| 2007 | Naughty, Bawdy & Blue                                                     | Stony Plain                               | SPCD-1319           |      | #4       |     | С James Dapogny’s Chicago Jazz Band и Бонни Рэйтт.                                     |
| 2008 | Live in Concert                                                           | Global Recording Artists                  | UPC: 64641 31264 27 |      |          |     |                                                                                        |
| 2008 | Yes We Can!                                                               | Telarc                                    | CD-83672            |      | #14      |     | С Джоан Баэз, Бонни Рэйтт, Фиби Сноу, Джейн Фонда, Одеттой Холмс, Энн Ламотт и другими |
| 2009 | Maria Muldaur & Her Garden of Joy: Good Time Music for Hard Times         | Stony Plain                               | SPCD-1332           |      | #11      |     |                                                                                        |
| 2010 | Maria Muldaur’s Barnyard Dance: Jug Band Music For Kids                   | Music for Little People/Rhino             | R2-524467           |      |          |     |                                                                                        |
| 2010 | Christmas at the Oasis (Live at the Rrazz Room)                           | Global Recording Artists                  | UPC: 64641 31287 28 |      |          |     |                                                                                        |
| 2011 | Steady Love                                                               | Stony Plain                               | SPCD-1346           |      |          |     |                                                                                        |
| 2012 | …First Came Memphis Minnie… A Loving Tribute                              | Stony Plain                               | SPCD-1358           |      |          |     | С Рори Блок, Рути Фостер, Бонни Рэйтт, Фиби Сноу, Коко Тейлор                          |
| 2018 | Don’t You Feel My Leg: The Naughty Bawdy Blues of Blue Lu Barker          | The Last Music Company                    |                     |      | #10      |     | [ 15 ]                                                                                 |
| 2021 | Let’s Get Happy Together                                                  | Stony Plain                               | SPCD1429            |      | #4       |     | C Tuba Skinny                                                                          |

### C Jerry Garcia Band
- Cats Under the Stars (1978, Arista)
- Pure Jerry: Warner Theatre, March 18, 1978 (2005, Jerry Made)
- Pure Jerry: Bay Area 1978 (2009, Jerry Made)
- Garcia Live Volume Four (2014, ATO Records)

### СPaul Butterfield’sBetter Days
- Better Days (1973, Bearsville Records)
- It All Comes Back (1973, Bearsville)